# 조지 폼비

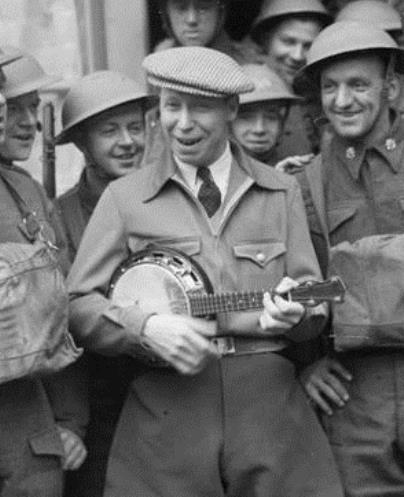
제2차 세계 대전 기간 프랑스에서 (1940년)

조지 폼비(영어: George Formby, OBE, 1904년 5월 26일 ~ 1961년 3월 6일)는 영국의 배우이자 싱어송라이터이다. 1930년에서 1940년대까지 국제적으로 활동한 폼비는 우쿨렐레와 밴줄렐레를 연주하면서 가볍고 우스꽝스런 노래(Novelty song)를 불렀고, 영국에서 가장 많은 돈을 받는 엔터테이너가 되었다.
폼비는 랭커셔주 위건에서 조지 호이 부스(George Hoy Booth)라는 이름으로 태어났고, 후에 아버지 조지 폼비(George Formby Sr)의 이름을 따 무대 이름을 지었다. 어릴 적 마부와 기수로 일한 폼비는 1921년 아버지를 일찍 여의고 뮤직홀 무대에 서게 되었다. 그가 이 시절에 한 공연은 아버지의 행동, 노래, 농담, 캐릭터를 차용해 꾸려졌다.
1923년 폼비는 우쿨렐레를 구입하고, 동료 연기자 베릴 잉엄(Beryl Ingham)과 결혼했다. 잉엄은 후에 폼비의 매니저가 되어 공연 방식을 바꾸어 놓는다. 그녀는 폼비에게 무대에서 정복을 입고, 우쿨렐레를 들고 공연에 나서라고 강하게 독려했다. 폼비는 1926년 음반을 발표하기 시작했고, 1934년부터 영화 작업을 시작하여 주요 스타로 발돋움했다. 그리고 1930년대 말에서 1940년까지 명성을 이어갔다. 그는 당시부터 10년간 영국에서 가장 유명한 언터테이너가 되었다. 매체 역사학자 브라이언 맥팔레인(Brian McFarlane)은 폼비가 출연한 영화에는 폼비가 연기하는 '생각없는 랭커셔 주민'이 있으며, 그가 특정한 악당에 맞서 승리하며 매력적인 중산층 여성의 애정을 얻게 된다고 기술했다.
제2차 세계 대전 동안, 폼비는 전선 위문 공연단에 참여하여 민간인과 군대를 위한 광범위한 공연을 펼쳤다. 1946년까지 300만 명에 달하는 군인 앞에서 선보인 것으로 추정된다. 전후 그의 인기는 점차 떨어졌지만, 영국 연방을 돌아다니며 버라이어티 쇼와 팬터마임을 공연했다. 그의 마지막 TV 출연은 부인 베릴 잉엄이 죽기 2주 전인 1960년 12월이었다. 그는 베릴 잉엄의 장례식이 있은 지 7주 후 학교 교사와의 약혼을 발표하면서 대중에 충격을 주었지만, 3주 후 56세로 프레스턴에서 사망했다. 그는 자신의 아버지와 함께 워링턴 묘지(Warrington Cemetery)에 묻혔다.
폼비의 전기 작가 제프리 리처즈(Jeffrey Richards)는 폼비가 "랭커셔, 노동 계급, 국민, 그리고 국가에 희망을 줄 수 있었다"고 평가했다. 폼비는 영국에서 최초로 잘 성장한 스크린 코미디언으로 여겨졌다. 폼비는 미래의 코미디언, 특히 노먼 위즈덤과 찰리 드레이크(Charlie Drake)에게 영향을 주었으며, 문화적으로는 비틀즈와 같은 연예인에게 영향을 주었다. 사후 폼비를 기리는 5편의 전기, 2편의 TV 스페셜 및 2개의 공공 기념물이 만들어졌다.

## 서훈
- 1946년 대영 제국 훈장 4등급(OBE) 수훈[1]